# Парламентские выборы в Пакистане (2013)
Всеобщие выборы в Пакистане прошли 11 мая 2013 года. На них были избраны 342 депутата 14-го Парламента страны, а также члены провинциальных ассамблей.
Выборы стали 11 парламентскими выборами в Пакистане, начиная с 1962 года. На выборах победила партия Пакистанская мусульманская лига (Н) во главе с Навазом Шарифом.